# بارك (شركة)
بارك PARC مختصر (Palo Alto Research Center, Inc.)، كانت معروفة سابقا باسم Xerox PARC، هي شركة للأبحاث العلمية والتطوير في بالو ألتو بولاية كاليفورنيا، بدأت كفرع من شركة زيروكس Xerox Corporation
. وقد لعبت بارك دورا ً كبيرا ً في تطوير العديد من تقنيات الحاسوب الحالية، كالفأرة والواجهة الرسومية الحالية.

## نبذة
عمل العلماء في مركز ابحاث زيروكس لتبسيط الكمبيوتر وتيسير استخدامه. بينما كان الكمبيوتر المكتبي كان في مرحلة مبكرة، كانو هم يشغلون شبكات من عشرات الكمبيوترات المتصلة ببعضها، بالإضافة للبريد الإلكتروني، وذلك قبل ان يصبح شائعا بين الناس بأكثر من عشر سنوات.
استخدموا صندوق مستطيل دوار يسمى الآن بالفأرة - الماوس -.(1)

## وصلات خارجية
- الموقع الرسمي